# Albatros de mantell clar
L'albatros de mantell clar (Phoebetria palpebrata) és un gran ocell marí de la família dels diomedeids (Diomedeidae) que habita als oceans meridionals.

## Hàbitat i distribució
D'hàbits pelàgics, cria a les illes Geòrgia del Sud, Bouvet, Kerguelen i Antípodes i Macquarie, dispersant-se després per tots els oceans meridionals entre 55° i 35° S.